# The Upsetters
The Upsetters è stata la house band del produttore reggae giamaicano Lee "Scratch" Perry, ovvero il gruppo musicale residente presso lo studio di registrazione di Perry, il Black Ark Studio.
Insieme agli Skatalites, gli Upsetters sono stati uno dei più importanti gruppi della musica giamaicana.

## La storia del gruppo
Il gruppo nacque nel 1968 quando Lee Perry decise di fondare una propria etichetta discografica, la Upsetter Records, e aveva quindi bisogno di un gruppo di supporto ai cantanti che incidevano per lui.
Il gruppo fu chiamato così dal soprannome con cui era noto Perry: Upsetter, a seguito del grandissimo successo ottenuto dalle sue prime canzoni, I Am The Upsetter, registrata nel 1967 per il produttore Joe Gibbs.
Il gruppo era anche conosciuto con diversi altri nomi: Upsyndicates, Upsetter Pilgrims, Third And Fourth Generation, Upsetting Upsetters, Mighty Upsetters, Black Ark Players ed ha suonato come backing band in molti dischi di artisti prodotti da Perry al Black Ark.

## Formazione
Il nome del gruppo ha identificato una gran varietà di musicisti che hanno suonato per Lee Perry nel periodo 1968-1979, con molti cambiamenti nella line-up.
The Upsetters in origine erano gli elementi del gruppo del pianista Gladstone Anderson (Gladdy), i Gladdy's All-Stars, autori di successi internazionali quali Live Injection e Return Of Django.
Ne facevano parte Gladdy Anderson e Winston Wright (alle tastiere), Jackie Jackson (al basso), Hugh Malcolm e Lloyd Adams (Tin Legs, alla batteria) e Hux Brown (alla chitarra).
Nel 1969, il brano Return Of Django entra nella top ten inglese, e il gruppo viene chiamato a fare un tour di sei settimane in Europa, il primo in assoluto per una band reggae. Tuttavia, i Gladdy's All Stars non possono andare in tour; per questo Perry chiama una giovane band chiamata The Hippy Boys, che all'epoca suonava per un altro produttore, Bunny Lee.
La nuova formazione comprendeva Glen Adams all'organo, tastiere e pianoforte, Alva Lewis (Reggie) alla chitarra e alla sezione ritmica i fratelli Aston "Family Man" Barrett (basso elettrico) e Carlton Barrett (batteria).

### Altri musicisti
Hanno suonato con gli Upsetters molti musicisti che gravitavano intorno a Lee Perry e al suo studio di registrazione.
Oltre a Lee "Scratch" Perry (voce, percussioni e produttore) vanno ricordati:
- voce: Dave Barker, Leo Graham, Max Romeo, Jah Lion;
- basso: Boris Gardiner, Radcliffe Bryan, Robbie Shakespeare, Spike;
- batteria: Lloyd Knibb, Mikey Richards, Sly Dunbar, Benbow Creary, Winston Grennan, Hugh Malcolm, Peng;
- tastiere: Ansel Collins, Keith Sterling, Theophilus Beckford, Robbie Lynn, Augustus Pablo, Mark Downie, Russ Cummings;
- chitarra: Earl "Chinna" Smith, Ron Williams, Ernest Ranglin, Willie Lindo, Michael Chung, Robert Johnson, Geoffrey Chung, Tarlok Mann;
- ottoni: Val Bennett, Tommy McCook, Richard Hall (Dirty Harry), Glen DaCosta, Lloyd Clarke, Vin Gordon, Ron Wilson, Bobby Ellis, David Madden, Egbert Evans, Trevor Jones.

## Gli Upsetters nella cultura di massa
- Le tracce Return of Django e Dollar in the Teeth sono inserite nella colonna sonora del videogioco Grand Theft Auto: London 1969.
- La traccia Return of Django, dall'omonimo album, è stata inserita nella colonna sonora dei film The Beach del 2000 e This Is England del 2006.
- La traccia I Chase the Devil dall'album War Ina Babylon di Max Romeo con gli Upsetters, è inserita nella stazione radio reggae K-Jah West del videogioco Grand Theft Auto: San Andreas.

## Discografia

### Album in studio
- 1969 - The Upsetter
- 1969 - Return of Django
- 1970 - Clint Eastwood
- 1970 - Scratch the Upsetter Again

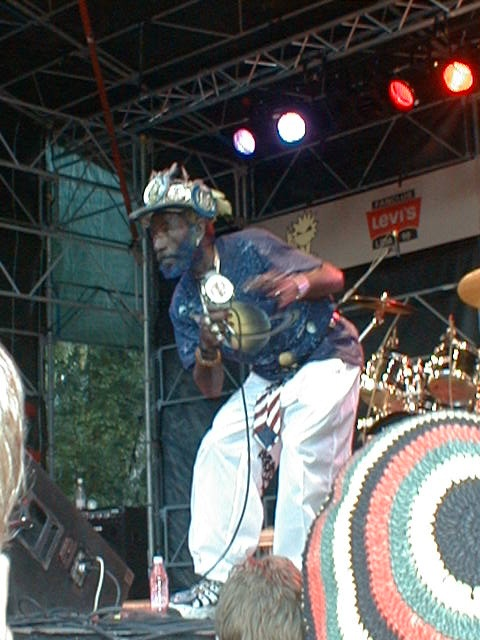
Lee Perry, leader e cantante del gruppo, nel 1998

- 1970 - The Good, the Bad and the Upsetters
- 1970 - Eastwood Rides Again
- 1972 - Africa's Blood
- 1973 - Cloak and Dagger
- 1973 - Rhythm Shower
- 1973 - Upsetters 14 Dub Blackboard Jungle
- 1974 - Double Seven
- 1975 - Musical Bones
- 1975 - Return of Wax
- 1975 - Kung Fu Meets the Dragon
- 1975 - Revolution Dub
- 1976 - Super Ape
- 1977 - Return of the Super Ape

### Raccolte
- 1970 - Many Moods of the Upsetters
- 1975 - DIP Presents the Upsetter

## Galleria d'immagini

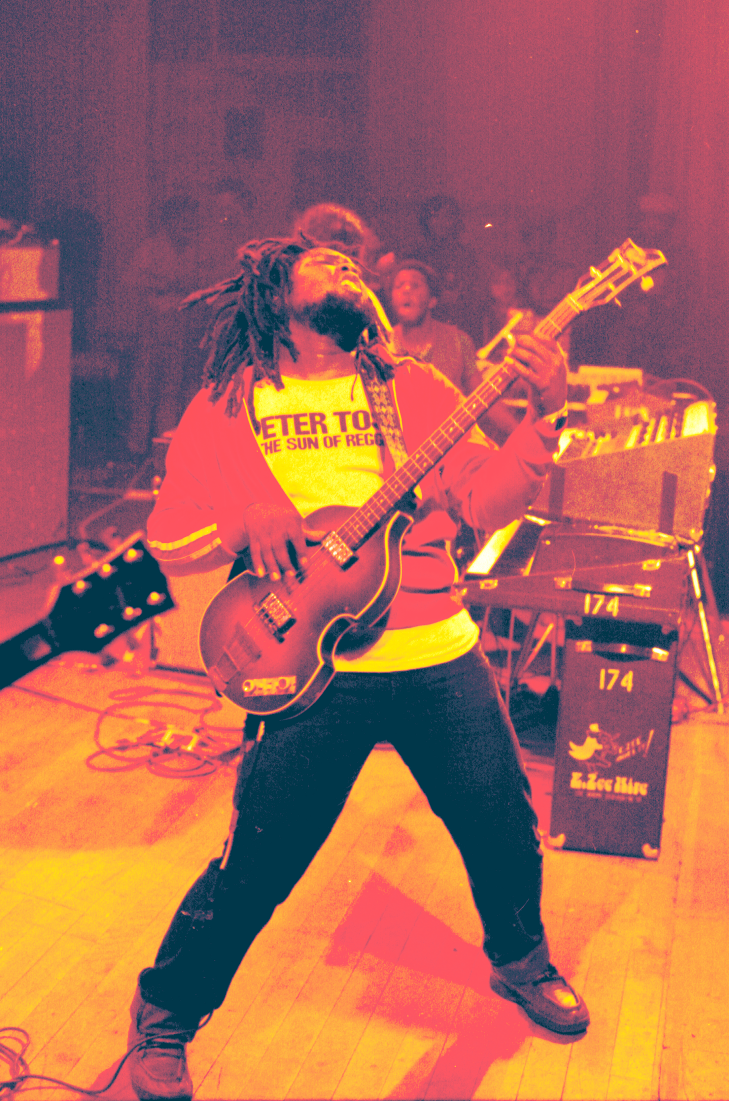
Robbie Shakespeare
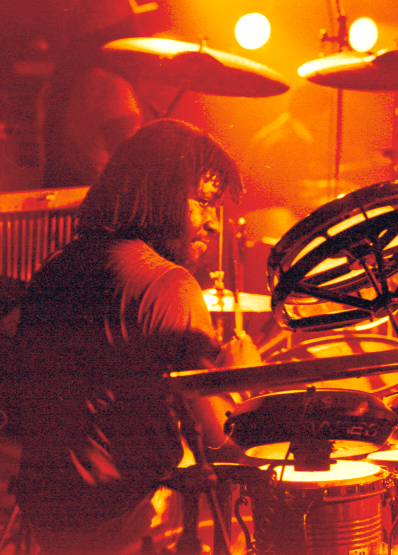
Sly Dunbar
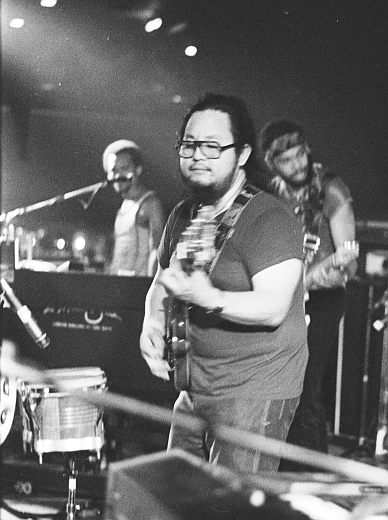
Mikey Chung
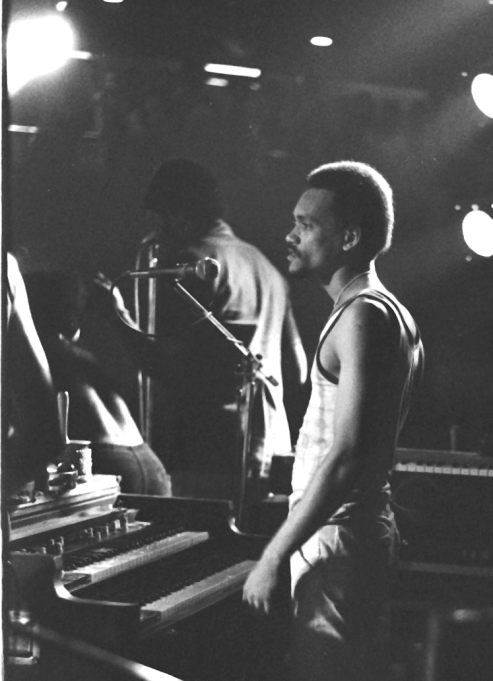
Robbie Lyn
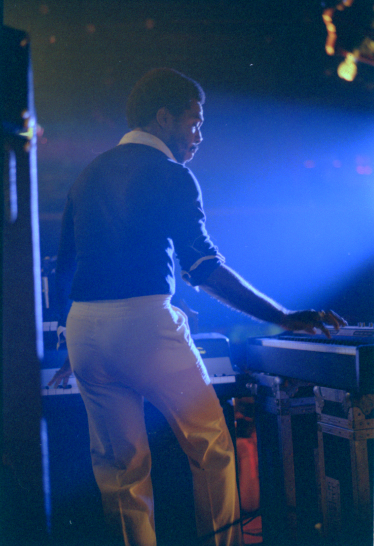
Keith Sterling